# Ray Luzier
Pour les articles homonymes, voir Luzier.
Ray Luzier (Raymond Luzier de son vrai nom), né le 14 juin 1970 en Pennsylvanie, est un batteur américain connu pour avoir appartenu au groupe solo du chanteur de Van Halen David Lee Roth ainsi que pour sa participation au  groupe Army of Anyone. Il est le batteur du groupe de nu metal Korn depuis 2007. Ray a joué son premier concert avec Korn le 13 janvier 2008 à Dublin.

## Biographie
Ray Luzier a été élevé dans une ferme en Pennsylvanie, dans une petite ville appelée West Newton à une heure de Pittsburgh.
Il commence à jouer de la batterie à l'âge de cinq ans, et, bien qu'il ait appris à en jouer en autodidacte, il participa à des concerts au sein de son lycée et à des fanfares. En 1988, Ray déménage à Hollywood, en Californie, pour suivre des études au célèbre Musicians Institute et en a été diplômé en 1989.
En 2007, il rejoint le groupe de nu-metal Korn après une audition très impressionnante. Il remplace David Silveria à la batterie.
En 2013, il fonde le groupe KXM (en) avec Doug Pinnick (King's X) et George Lynch (Lynch Mob/T&N/Dokken).

## Discographie

### Avec 9.0
- 1990 : Too Far Gone.

### Avec David Lee Roth
- 1998 : DLR Band.
- 2003 : Diamond Dave'.

### Avec Goaded
- 2005 : Goaded.

### Avec Army of Anyone
- 2006 : Army of Anyone

### Avec Korn
- 2010 : Korn III: Remember Who You Are.
- 2011 : The Path of Totality.
- 2013 : The Paradigm Shift.
- 2016 : The Serenity of Suffering.
- 2019 : The Nothing.
- 2022 : Requiem.

### Avec KXM
- 2014 : KXM[4].
- 2017 : Scatterbrain.